# ABN AMRO World Tennis Tournament 2014
ABN AMRO World Tennis Tournament 2014 byl tenisový turnaj pořádaný jako součást mužského okruhu ATP World Tour, který se hrál v aréně Ahoy Rotterdam na krytých dvorcích s tvrdým povrchem. Konal se mezi 10. až 16. únorem 2014 v nizozemském Rotterdamu jako 42. ročník turnaje.
Turnaj s rozpočtem 1 500 775 eur patřil do kategorie ATP World Tour 500. Nejvýše nasazeným hráčem ve dvouhře byla argentinská světová čtyřka Juan Martín del Potro, která obhajovala titul. Potro však vypadl už ve čtvrtfinále, kde nestačil na Lotyše Ernestsa Gulbise. Titul získal třetí nasazený Tomáš Berdych, když ve finále porazil Chorvata Marina Čiliće, a ukončil tak šestnáct měsíců dlouhé čekání na singlový titul z okruhu ATP.

## Mužská dvouhra

### Nasazení

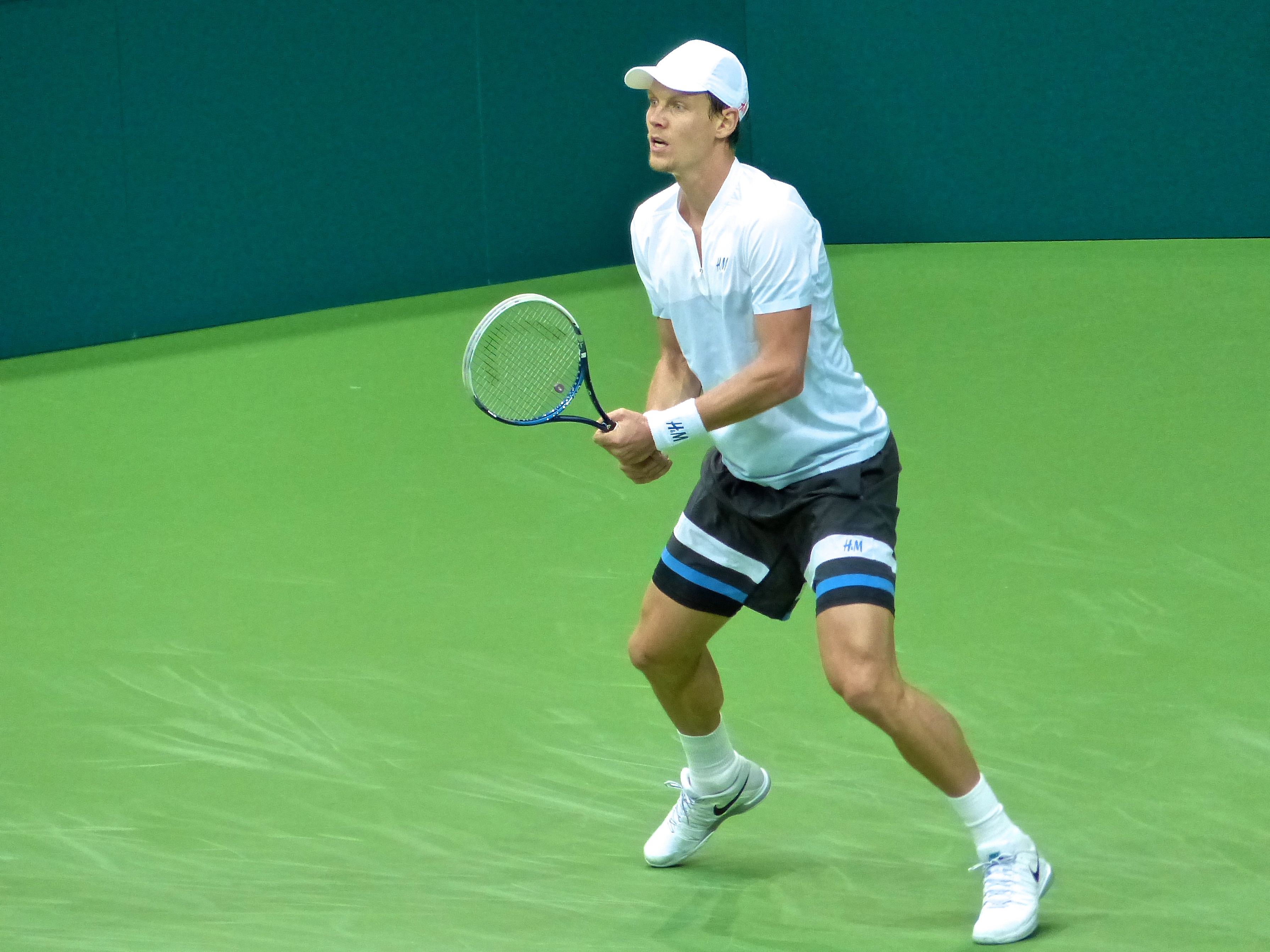
Tomáš Berdych, vítěz dvouhry

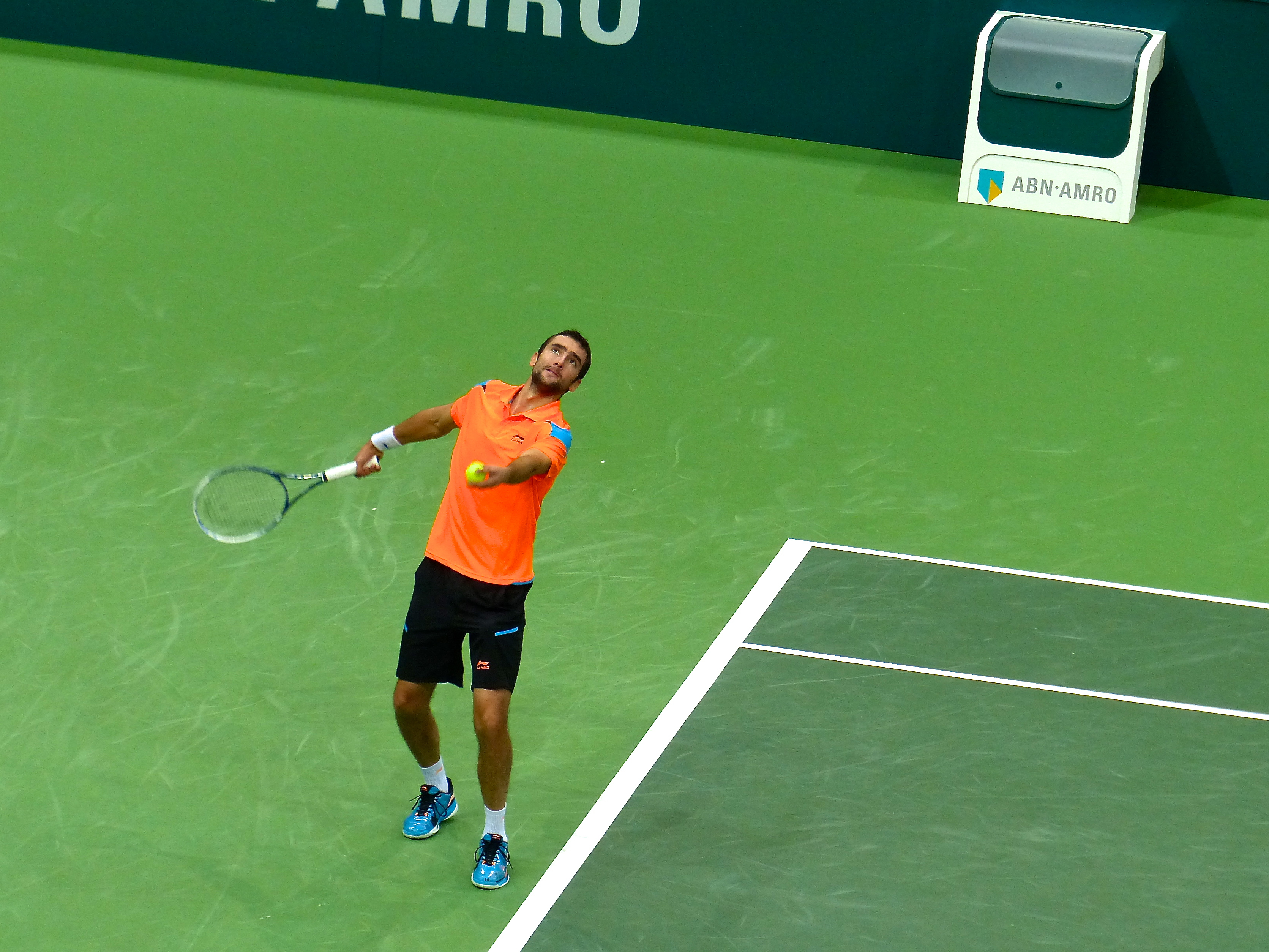
Marin Čilić, finalista dvouhry

| Stát               | Hráč                  | ATP1) | Nasazení |
| ------------------ | --------------------- | ----- | -------- |
| Argentina          | Juan Martín del Potro | 4.    | 1.       |
| Spojené království | Andy Murray           | 6.    | 2.       |
| Česko              | Tomáš Berdych         | 7.    | 3.       |
| Francie            | Richard Gasquet       | 9.    | 4.       |
| Francie            | Jo-Wilfried Tsonga    | 10.   | 5.       |
| Německo            | Tommy Haas            | 12.   | 6.       |
| Rusko              | Michail Južnyj        | 14.   | 7.       |
| Bulharsko          | Grigor Dimitrov       | 19.   | 8.       |

- 1) Žebříček ATP k 3. únoru 2014.[2]

### Jiné formy účasti
Následující hráči obdrželi divokou kartu do hlavní soutěže:
- Thiemo de Bakker[3]
- Jesse Huta Galung
- Andy Murray[3]
- Igor Sijsling[3]

Následující hráči postoupili z kvalifikace:
- Michael Berrer
- Paul-Henri Mathieu
- Serhij Stachovskyj
- Dominic Thiem
  -  Daniel Brands – jako šťastný poražený

### Odhlášení
před zahájením turnaje
- Jürgen Melzer
- Benoît Paire
- Milos Raonic
- Gilles Simon
- Stanislas Wawrinka[4]

## Mužská čtyřhra

### Nasazení
| Stát       | Hráč          | Stát     | Hráč             | ATP1) | Nasazení |
| ---------- | ------------- | -------- | ---------------- | ----- | -------- |
| Chorvatsko | Ivan Dodig    | Brazílie | Marcelo Melo     | 11.   | 1.       |
| Polsko     | Łukasz Kubot  | Švédsko  | Robert Lindstedt | 21.   | 2.       |
| Kanada     | Daniel Nestor | Srbsko   | Nenad Zimonjić   | 27.   | 3.       |
| Indie      | Rohan Bopanna | Pákistán | Ajsám Kúreší     | 31.   | 4.       |

- 1) Žebříček ATP ke 3. únoru 2014; číslo je součtem umístění obou členů páru.

### Jiné formy účasti
Následující páry obdržely divokou kartu do hlavní soutěže:
- Thiemo de Bakker /  Igor Sijsling
- Jesse Huta Galung /  Ross Hutchins

Následující páry postoupily z kvalifikace:
- Michael Berrer /  Serhij Stachovskyj
  -  James Cerretani /  Adil Shamasdin – jako šťastní poražení

### Odhlášení
před zahájením turnaje
- Dmitrij Tursunov

## Přehled finále

### Mužská dvouhra
- Tomáš Berdych vs.  Marin Čilić, 6–4, 6–2

### Mužská čtyřhra
- Michaël Llodra /  Nicolas Mahut vs.  Jean-Julien Rojer /  Horia Tecău, 6–2, 7–6(7–4)